# Мальборо-хаус

Мальборо-хаус, також Мальборо-гауз (англ. Marlborough House) — особняк на Пелл-Мелл, побудований у перші роки XVIII століття батьком і сином Ренами для Сари Черчилль — найближчої подруги й конфідантки королеви Анни, зі східного боку Сент-Джеймського палацу. Протягом століть служив лондонською резиденцією її нащадків, які носили титул герцогів Мальборо.

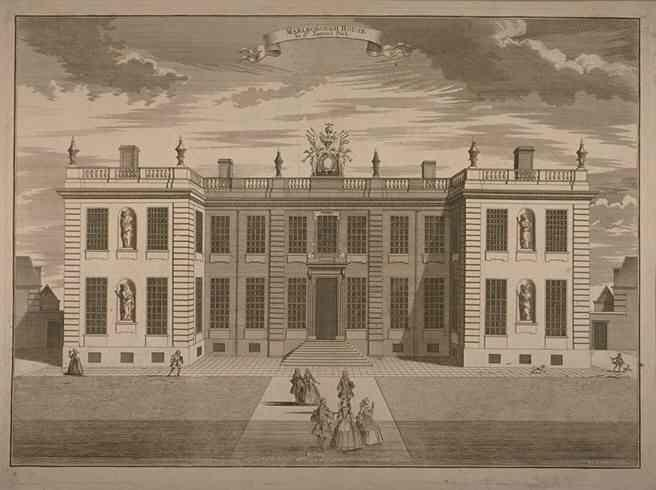
Мальборо-гаус. Зображення 1750 року

На початку XIX століття принц-регент Георг IV придбав його в казну і запланував до зносу. Майбутній Едуард VII, проживаючи тут у 1860-і роки, провів капітальний ремонт та розширив будівлю (зокрема, сюди були перенесені з Гринвіцького Квінс-гауса плафони Ораціо Джентілескі). Після смерті в 1936 році його сина, Георга V, у Мальборо-гаусі оселилася королева-вдова Марія Текська, а після її смерті в 1953 році палац був переданий у розпорядження секретаріату Співдружності націй.